# Sosnowica-Dwór
Sosnowica-Dwór – osada w Polsce położona w województwie lubelskim, w powiecie parczewskim, w gminie Sosnowica.
W latach 1975–1998 miejscowość administracyjnie należała do województwa chełmskiego.
Osada stanowi sołectwo w gminie Sosnowica. Według Narodowego Spisu Powszechnego z roku 2011 liczyła 129 mieszkańców.
Wierni Kościoła rzymskokatolickiego należą do parafii Trójcy Świętej w Sosnowicy.